# Трог, Якоб Габриэль
Якоб Габриэль Трог (нем. Jakob Gabriel Trog; 1781—1865) — швейцарский аптекарь и миколог.

## Биография
Якоб Габриэль Трог родился 15 мая 1781 года в швейцарском городе Тун в семье переплётчика Габриэля Трога и Элизабет Шулер. Учился на аптекаря в Университете Лозанны, затем некоторое время работал в Мюлузе. В 1798 году Трог стал работать аптекарем в Нойенеге. Учился биологии в Страсбургском и Парижском университетах, окончил Бернский университет. В 1803 году Якоб Трог женился на Розине Франциске Персере, дочери французского аптекаря Жана-Жака Персере. С 1804 года Трог работал в аптеке Коха в Туне. В 1819 году он стал начальником полиции. В 1830 году Якоб Габриэль ушёл на пенсию и начал изучать ботанику и микологию. Он издал множество научных публикаций по микологии, собрал богатый гербарий. Якоб Трог скончался 9 января 1865 года в Туне.
Большая часть гербария Трога хранится в Бернском университете (BERN). Некоторые образцы находятся в Регенсбургском университете (REG).

## Некоторые научные работы
- Verzeichniss schweizerischer Schwämme, 1844
- Die essbaren, verdächtigen und giftigen Schwämme der Schweiz, 1843—1850
- Tabula analytica fungorum, 1846
- Die Schwämme des Waldes, 1848

## Грибы, названные в честь Я. Г. Трога
- Trogia Fr., 1835
- Agaricus trogii Fr., 1838, nom. nov. [syn.  Clitocybe odora (Bull.) P.Kumm., 1871]
- Polyporus trogii Fr., 1851 [syn.  Podofomes trogii (Fr.) Pouzar, 1971]
- Sphaeria trogii Heer, 1855
- Trametes trogii Berk., 1850 [syn.  Coriolopsis trogii (Berk.) Domanski, 1974]